# Parque nacional Sena Oura
El parque nacional Sena Oura (en francés: Parc National Sena Oura) es un área protegida con estatus de parque nacional en el país africano de Chad. Se estableció en 2010 en el Departamento de Mayo-Dallah de la región oeste de Mayo-Kebbi, en la frontera con Camerún, creado con la entrada en vigor de la Ley 16 en un área de 735,2 km². Forma, junto con el Parque Nacional Bouba-Ndjida de Camerún, un corredor de la biosfera. Está clasificado en la Categoría II por la UICN. La administración del parque se le confió a las autoridades y representantes de las tribus locales.
La historia que condujo a la creación del parque nacional se remonta a mediados de la década de 1980 cuando una gran parte de la población del este del país, sacudida por la guerra civil, llegó a las regiones más tranquilas de Occidente. Con el aumento de la población, la presión sobre los recursos naturales del país, se reflejó en la disminución de la silvicultura, en la pesca excesiva en lagos y ríos y en afectaciones a la fertilidad del suelo. Para contrarrestar este escenario, en 1995, las autoridades y los nativos locales firmaron el acuerdo de Dari, que decidió proteger el bosque en la región. En 2002, el Ministerio de Medio Ambiente y Administración Regional de Chad acordó seleccionar un área para transformarla en una reserva natural. El proyecto fue financiado por la Sociedad Alemana para la Cooperación Internacional y por una compañía francesa. En 2007, se decidió declarar el área del Parque Nacional Sena Oura bajo la Ley 14 y contribuir al desarrollo de una reserva de biosfera transfronteriza, junto con el cercano Parque Nacional Bouba-Ndjida. En 2008, el Parlamento Nacional aprobó esta ley y después de dos años de preparación, en 2010 se produjo el nacimiento oficiale del parque nacional.
El Parque Nacional Sena Oura se encuentra en el área de la sabana del este de Sudán y, por lo tanto, domina los bosques abiertos con árboles altos con un espeso matorral y espesos pastos altos y arbustos leñosos. Hay 16 especies de animales en peligro de extinción en el parque nacional, incluido el elefante africano (Loxodonta africana), el león (Panthera leo) y el guepardo (Acinonyx jubatus).